# Sejm piotrkowski 1511
Sejm piotrkowski 1511 – sejm walny Korony Królestwa Polskiego został zwołany w 8 sierpnia 1510 roku do Piotrkowa.
Sejmiki przedsejmowe odbyły się w następujących terminach: proszowski – 1 października, generalny korczyński – 4 października 1510 roku.
Obrady sejmu trwały od 6 stycznia do 15 lutego 1511 roku.